# Lars Haise

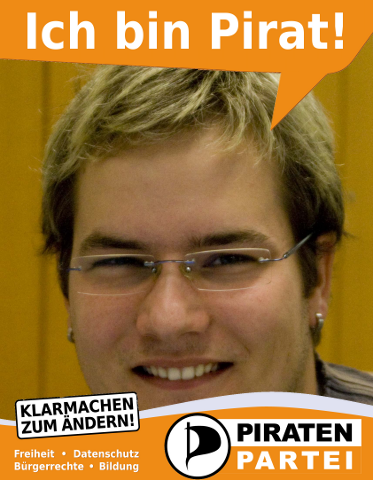
Lars Haise als Piratenpolitiker 2009

Lars Haise (* 23. März 1989 in Schorndorf) ist ein deutscher Politiker (CDU, Piratenpartei, heute AfD). Seit 2025 gehört er für die AfD dem Deutschen Bundestag an.

## Persönlicher Werdegang
Haise wuchs in Winterbach (Remstal) auf. Dort besuchte er die Lehenbachschule, eine Grund- und Hauptschule mit Werkrealschule, an der er seinen Hauptschulabschluss bestand. Danach wechselte er auf die Kaufmännische Schule Schorndorf, wo er die Mittlere Reife ablegte. Im Anschluss besuchte er das zweijährige Berufskolleg zur Erlangung der Fachhochschulreife, das er nach einem Jahr ohne Abschluss abbrach. Daran schloss Haise eine Ausbildung zum und die Tätigkeit als Bürokaufmann (HWK) in Stuttgart an. 2012 wurde er als Quereinsteiger Lokomotivführer bei der DB Regio AG in Plochingen. Von 2019 bis 2023 war er bei DB Fernverkehr Streckenlokomotivführer und Fahrtrainer. Von 2023 bis zu seiner Wahl in den Bundestag 2025 war Haise bei Mitarbeiter des AfD-Landtagsabgeordneten Daniel Lindenschmid.

## Politischer Werdegang

### Junge Union und CDU
Haise war von 2006 bis 2009 in der Jungen Union und in der CDU aktiv.  

### Piratenpartei
2009 wechselte er in die Piratenpartei und war dort 2010 bis 2011 Schatzmeister des Piratenbezirksverbands Stuttgart. 2011 kandidierte er für die Piraten im Landtagswahlkreis Waiblingen für den Landtag von Baden-Württemberg und erzielte 1,5 % der Stimmen. Um einen Landeslistenplatz für die Bundestagswahl 2013 bemühte sich Haise ebenso erfolglos wie um die Kandidatur im Bundestagswahlkreis Waiblingen. Die Piraten nominierten stattdessen Volker Dyken als Waiblinger Direktkandidaten. 

### Alternative für Deutschland
2018 wechselte Haise zur AfD und machte dort schnell Karriere. Seit 2019 ist er Stadtrat für die AfD im Gemeinderat der Stadt Schorndorf. 2020 wurde Lars Haise stellvertretender Vorsitzender im AfD-Kreisverband Rems-Murr-Kreis. 2022 wurde Haise Vorsitzender des AfD-Kreisverbands Rems-Murr. Bei der Wahl zum Europäischen Parlament 2024 trat Haise auf Platz 21 der AfD-Bundesliste an, was allerdings nicht für den Einzug ins Parlament reichte. Seit 2024 ist er Mitglied im Landesvorstand der AfD Baden-Württemberg und Mitglied im Landesfachausschuss 13 für Infrastruktur, Verkehr, Bauen, Wohnen und Planung. Bei der Wahl zum Kreistag des Rems-Murr-Kreises 2024 errang die AfD 12 Sitze. Lars Haise wurde Vorsitzender einer allerdings nur elfköpfigen AfD-Fraktion. Der ebenfalls auf der AfD-Liste gewählte Lokführer Holger Haise wurde fraktionsloser Einzelkreisrat.

### Deutscher Bundestag
Bei der Aufstellung der AfD-Landesliste für die Bundestagswahl 2025 wurde Haise im Oktober 2024 von Alice Weidel für den aussichtsreichen Listenplatz 10 nominiert und von 83 % der Delegierten gewählt, während der bisherige MdB des Kreisverbandes, Jürgen Braun, bei zwei Anläufen nicht zum Zuge kam. Am 9. Dezember wurde Haise als AfD-Direktkandidat für den Bundestagswahlkreis Waiblingen mit 95 % Zustimmung nominiert, während Jürgen Braun Ende Dezember im Bundestagswahlkreis Fürstenfeldbruck in Bayern aufgestellt wurde. Bei der Wahl zog Haise über die Landesliste in den Bundestag ein, im Wahlkreis erzielte er 18,1 % der Erststimmen. Das Direktmandat ging erneut an Christina Stumpp (CDU) mit 37,7 % der Erststimmen.
Haise hat angekündigt, seine beiden kommunalen Mandate in Stadtrat und Kreistag auch nach seiner Wahl in den Deutschen Bundestag ausüben zu wollen.
Im 21. Deutschen Bundestag ist er Mitglied in folgenden Ausschüssen:
- Ordentliches Mitglied im Verkehrsausschuss und im Ausschuss für Digitales und Staatsmodernisierung,
- Stellvertretendes Mitglied im Innenausschuss.

## Positionen und Rhetorik
Haise gilt als Gefolgsmann der AfD-Bundesvorsitzenden Alice Weidel. Er tritt politisch deutlich radikaler als sein Vorgänger Jürgen Braun auf. Laut tagesschau.de orientiert er sich rhetorisch am AfD-Rechtsaußen Björn Höcke. Der gelernte Lokführer Haise bezeichnet Züge beispielsweise als „rollende Asylantenheime“. Laut Haise verwandle sich Europa in ein Kalifat. Die bundesdeutsche Demokratie verhöhnt Haise als „linksgrüne Erziehungsdiktatur“. Zuwanderer markiert Haise als potenzielle Mörder. Laut dem Zeitungsverlag Waiblingen (ZVW) orientiert er sich politisch am Rechtsextremismus. Peter Schwarz vom ZVW sieht bei Haise die „Etablierung eines ausgrenzenden Volksbegriffs; die aggressive Setzung einer Norm – weiß, deutsch, heterosexuell; die Beanspruchung der „ganzen Freiheit“ exklusiv für „unser Volk“; die Verächtlichmachung von Zuwanderern als „Messerstecher“, Transsexuellen als „Gestalten“ und Leuten aus anderen Parteien als Durchgeknallte und Verbrecher, denen es den Hahn abzudrehen gilt.“